# Francesco Facchini
Francesco Facchini, detto "Pontera" (Forno, 24 ottobre 1788 – Vigo di Fassa, 6 ottobre 1852), è stato un medico, botanico e naturalista italiano.

## Biografia
Figlio di agricoltori, compì gli studi elementari nella scuola di Forno di Fiemme e poi a Cavalese e Carano dal 1803 al 1805. Proseguì pou gli studi classici a Trento. Per migliorare la sua conoscenza della lingua tedesca e approfondire la sua formazione, studiò a Innsbruck dal 1806 al 1808 e poi completando studi di fisica e filologia a Monaco di Baviera, dove secondo alcune fonti ottenne una laurea in filosofia.
Nel 1813 frequentò la facoltà di medicina all'università di Padova, approfondendo gli studi di botanica. Morto il padre, nel 1814 su trasferì all'università di Pavia, dove ottenne la laurea.
Nel 1817 ritornò in Trentino, dove fu medico e veterinario a Vigo di Fassa dal 1821 per circa un ventennio. Nel 1838 lasciò la professione medica e si stabilì a San Giovanni di Fassa per dedicarsi interamente allo studio della botanica. Nel 1838 pubblicò la Memoria contenente alcune considerazioni geologico-botaniche sopra la valle di Fassa e di Fiemme nel Tirolo italiano, divenendo in breve famoso tra i maggiori botanici e floristi dell'epoca come Karl Heinrich Koch, Antonio Bertoloni, Filippo Parlatore e Ludwig Reichenbach. Esplorò tutto il Trentino e fu ritenuto dai più uno specialista delle piante fanerogame. Il 7 agosto 1841 ricevette la visita del re Federico Augusto II di Sassonia.
Facchini nel 1842 durante una sua esplorazione nel Trentino meridionale, in Val Vestino, trovò sul monte Tombea a Magasa una nuova Scabiosa, di cui inviò campioni al botanico tedesco Wilhelm Koch. Quest'ultimo la pubblicò come nuova specie l'anno successivo nella seconda edizione della sua Synopsis florae germanicae et helveticae, chiamandola Scabiosa vestina. A Turano, sotto l'abitato, nelle vicinanze della strada trovò un Gladiolus palustris mentre sul monte Camiolo e sul monte Denai a Magasa raccolse esemplari di Cirsio glutinoso. Nel 1846 Facchini tornò sul monte Tombea e a Bocca di Valle raccolse una Daphne assolutamente nuova. Vi ritornò il 6 ottobre del 1847. Dopo molti studi e titubanze decise di chiamarla Daphne rupestris, ma nel 1852 morì prima di pubblicare i risultati del suo lavoro.
Ebbero il suo nome diverse piante, tra cui Saxifraga facchinii, Rhinanthus facchinii, Facchinia cherlerioides, Facchinia grignensis, Facchinia herniarioides Facchinia lanceolata, Facchinia rupestris.
Per le sue ricerche, le società botaniche di Altenburg e Ratisbona conferirono a Facchini un diploma, rispettivamente nel 1842 e nel 1845.
Morì improvvisamente all'età di quasi 64 anni per un tumore allo stomaco, lasciando in eredità i suoi documenti scientifici a Francesco Ambrosi. La sua opera postuma, Flora Tiroliae cisalpinae fu pubblicata da Franz von Hausmann zu Stetten nel 1855, e ripubblicata nel 1989.

## Scritti
- Il tifo contagioso, 1818
- Considerazioni geologiche botaniche sopra la Valle di Fassa, e di Fiemme nel Tirolo italiano, in Nuovi annali delle scienze naturali, 1838
- Flora Tirolliae Cisalpinae, 1855